# Marko Soldo
Marko Soldo (* 13. September 1996) ist ein österreichischer Fußballtorwart.

## Karriere
Soldo begann seine Karriere beim FC Kärnten. 2007 wechselte er zum SV Viktoria Viktring. 2009 kam er in die Jugend des SK Austria Kärnten. Ab 2010 spielte er für den SK Austria Klagenfurt.
2012 wechselte Soldo zum Wolfsberger AC. Im Mai 2013 debütierte er für die Amateure des WAC in der Kärntner Liga, als er am 24. Spieltag der Saison 2012/13 gegen die SG Drautal in der Startelf stand. Im selben Monat stand er gegen den FC Admira Wacker Mödling auch erstmals im Kader der Profis.
Zu Saisonende konnte er mit den WAC-Amateuren in die Regionalliga aufsteigen. Dort gab er sein Debüt im August 2013 gegen den Villacher SV.
Nach über 40 Spielen für die Zweitmannschaft des WAC wechselte er nach dem Abstieg aus der Regionalliga im Sommer 2017 zum viertklassigen VST Völkermarkt. Nach einer Saison bei Völkermarkt kehrte er im Sommer 2017 zum WAC zurück, wo er zunächst wieder für die wieder in die Regionalliga aufgestiegenen Amateure zum Einsatz kommen sollte.
Nachdem er im Oktober 2017 erstmals nach seiner Rückkehr wieder im Profikader gestanden war, debütierte er im Mai 2018 schließlich in der Bundesliga, als er am 35. Spieltag der Saison 2017/18 gegen den LASK in der Startelf stand. In vier Jahren als Ersatztorwart bei den Wolfsberger kam er zu insgesamt vier Einsätzen in der Bundesliga. Nach der Saison 2020/21 verließ er den WAC wieder. Nach einem halben Jahr ohne Klub wechselte Soldo im Jänner 2022 zum Regionalligisten SV Allerheiligen. In eineinhalb Jahren kam er zu 29 Regionalligaeinsätzen für die Steirer.
Zur Saison 2023/24 wechselte er zum viertklassigen ATUS Velden.

## Persönliches
Sein Bruder Ambrozije (* 1998) ist ebenfalls Fußballspieler.